# Домрке
Домрке су насељено мјесто у општини Гацко, Република Српска, БиХ. Према попису становништва из 1991. у насељу је живјело 44 становника.

## Географија
Насеље Домрке се налази у Источној Херцеговини недалеко од Гацка.

## Култура
У Домркама је почетком XIII вијека подигнут храм посвећен Светом векликомученику Димитрију. По предању, црква је подигнута по налогу Светог Саве, а саградио је краљ Стефан Првовенчани. Послије пораза на Гатачком пољу 1276. и губитка пријестола, у њему је сахрањен краљ Стефан Урош I. Црква је рушена и обнављана, а опсежна реконструкција је извршена 1883. године.

## Становништво
Према попису становништва из 1991. године, мјесто је имало 44 становника. Сви становници су били Срби.
| Демографија | Демографија | Демографија |
| Година      | Становника  | Становника  |
| ----------- | ----------- | ----------- |
| 1948.       | 191         |             |
| 1953.       | 122         |             |
| 1961.       | 124         |             |
| 1971.       | 86          |             |
| 1981.       | 57          |             |
| 1991.       | 44          |             |